# مزرعة حصار
مزرعة حصار هي قرية في مقاطعة سلماس، إيران. في تعداد عام 2006، لوحظ وجودها، ولكن لم يتم الإبلاغ عن سكانها.